# Гаде
33°58′12″ пн. ш. 99°54′01″ сх. д. / 33.96989° пн. ш. 99.90036° сх. д.
Гаде (кит. 甘德县, пін. Gāndé Xiàn, трансліт. Gadê) — один із повітів КНР у складі Голо-Тибетської автономної префектури, провінція Цінхай. Адміністративний центр — містечко Кечу.

## Географія
Гаде у середньому лежить на висоті близько 4020 метрів над рівнем моря у горах Аньє-Мачен на Тибетському плато. Південним кордоном повіту слугує річка Хуанхе.

### Клімат
Повіт знаходиться у зоні, котра характеризується континентальним субарктичним кліматом. Найтепліший місяць — липень із середньою температурою 9,1 °C. Найхолодніший місяць — січень, із середньою температурою -14,4 °С.
| Клімат повіту Гаде                                 | Клімат повіту Гаде | Клімат повіту Гаде | Клімат повіту Гаде | Клімат повіту Гаде | Клімат повіту Гаде | Клімат повіту Гаде | Клімат повіту Гаде | Клімат повіту Гаде | Клімат повіту Гаде | Клімат повіту Гаде | Клімат повіту Гаде | Клімат повіту Гаде | Клімат повіту Гаде |
| Показник                                           | Січ.               | Лют.               | Бер.               | Квіт.              | Трав.              | Черв.              | Лип.               | Серп.              | Вер.               | Жовт.              | Лист.              | Груд.              | Рік                |
| Середній максимум, °C                              | −4                 | 1,4                | 2,4                | 7                  | 10,6               | 13,4               | 15,8               | 15,8               | 12,8               | 6,8                | 1,3                | −2,6               | 6,5                |
| Середня температура, °C                            | −14,4              | −10,8              | −6,2               | −0,6               | 3,4                | 7                  | 9,1                | 8,4                | 5,2                | −1                 | −8,2               | −13,4              | −1,8               |
| Середній мінімум, °C                               | −22,9              | −19                | −13,3              | −7                 | −2,4               | 1,8                | 3,3                | 2,4                | −0,1               | −6,3               | −15,3              | −21,8              | −8,4               |
| Норма опадів, мм                                   | 6.8                | 9.1                | 15.6               | 25.6               | 67                 | 102.9              | 102.7              | 91.6               | 75.9               | 33.4               | 6.7                | 3.6                | 540.9              |
| Вологість повітря, %                               | 57                 | 55                 | 57                 | 59                 | 66                 | 72                 | 73                 | 74                 | 75                 | 71                 | 61                 | 55                 | 65                 |
| -------------------------------------------------- | ------------------ | ------------------ | ------------------ | ------------------ | ------------------ | ------------------ | ------------------ | ------------------ | ------------------ | ------------------ | ------------------ | ------------------ | ------------------ |
| Джерело: Дані метеостанції №56045 (КНР, 1991-2020) |                    |                    |                    |                    |                    |                    |                    |                    |                    |                    |                    |                    |                    |